# Калиновська (Чечня)
Калиновська (рос. Калиновская) — станиця у Наурському районі Чечні Російської Федерації.
Населення становить 7988 осіб. Входить до складу муніципального утворення Калиновське сільське поселення.

## Історія
Згідно із законом від 14 липня 2008 року органом місцевого самоврядування є Калиновське сільське поселення.

## Населення
| 1926 | 1990  | 2002  | 2010  |
| ---- | ----- | ----- | ----- |
| 5400 | ↘3436 | ↗8287 | ↘7988 |